# Faro de Puerto Saíd
El Faro de Puerto Saíd (en árabe: فنار بورسعيد القديم) es uno de los más importantes monumentos arquitectónicos y turísticos de la ciudad de Puerto Saíd en Egipto. 

## Historia
Considerado como un ejemplo único de la evolución de la arquitectura durante el siglo XIX en la ciudad, el faro fue diseñado por François Coignet a petición del Jedive de Egipto y Sudán, Ismael «el Magnífico». La construcción fue terminada en 1869, una semana antes de la inauguración del Canal de Suez para guiar a los barcos que pasan en el canal. El faro es una torre que tiene una forma octogonal, con 56 m de altura.